# 金魚すくい (一青窈の曲)
「金魚すくい」（きんぎょすくい）は、日本の歌手一青窈の3枚目のシングルである。2003年7月9日発売。発売元はコロムビアミュージックエンタテインメント（現：日本コロムビア）。

## 概要
- 前作から4ヶ月ぶりとなるシングル。
- 初回盤のみ限定特殊仕様。

## 収録曲
（全作詞：一青窈／作曲・編曲：富田素弘）
1. 金魚すくい（4:23）
2. なんもない（4:03）
3. 今日わずらい（3:37）

## 収録アルバム
金魚すくい
- オリジナル『一青想』
- ベスト『BESTYO』

今日わずらい
- オリジナル『一青想』